# Barclays Center
Das Barclays Center ist eine Multifunktionsarena im Stadtbezirk Brooklyn in New York City, Vereinigte Staaten. Die Arena wurde am 28. September 2012 mit einem Konzert des Rappers Jay-Z eröffnet. Der Namensgeber Barclays PLC ist ein international agierendes Finanzunternehmen aus Großbritannien. Das Barclays Center ist Teil des Gewerbe- und Wohnbauprojekts Pacific Park.

## Lage und Verkehrsanbindung
Das Barclays Center liegt im Stadtteil Prospect Heights an der Kreuzung der Hauptverkehrsachsen Atlantic Avenue und Flatbush Avenue. Direkte Nachbargebäude sind der Wolkenkratzer Brooklyn Crossing und das weltweit höchste in Modulbauweise errichtete Hochhaus 461 Dean, die beide ebenfalls zum Pacific Park gehören. Die Arena wird vom ÖPNV über den Knoten Atlantic Avenue–Barclays Center von der New York City Subway bedient. Hier verkehren die Linien . Der Bahnhof Atlantic Terminal der Long Island Rail Road (LIRR) liegt direkt gegenüber der Arena.

## Nutzung
Die Arena dient als Heimspielstätte des NBA-Teams Brooklyn Nets und der New York Liberty der Women’s National Basketball Association. Bis 2012 spielten die Nets in New Jersey im Prudential Center sowie im Izod Center. In der Arena finden des Weiteren Konzerte, Kongresse und andere Sport- und Unterhaltungsveranstaltungen statt.

### Basketball und Eishockey
Seit Beginn der Saison 2015/16 trägt das NHL-Team New York Islanders seine Heimspiele im Barclays Center aus. Da das Barclays Center ursprünglich nicht für Eishockey geplant wurde und eine Eishockeyfläche deutlich größer als ein Basketballspielfeld ist, gibt es viele Plätze mit Sichtbehinderung. Business Insider bezeichnet diese Plätze sogar als „die möglicherweise schlechtesten Plätze im nordamerikanischen Profisport“. Darüber hinaus wurde die neue Spielstätte des Teams auch von den Fans nicht ausnahmslos akzeptiert, da die Islanders nun nicht mehr – ihrem Namen entsprechend – in Long Island, sondern in Brooklyn beheimatet waren. In der Folge suchte das Management der Islanders bereits frühzeitig nach einer Alternative, die man im Dezember 2017 im Belmont Park fand. Auf dem Grund dieser ehemaligen, in Elmont auf Long Island befindlichen Pferderennbahn soll eine neue Heimspielstätte, die UBS Arena, entstehen, die zur Saison 2020/21 fertiggestellt werden soll. In der Saison 2018/19 kehrten die Islanders zeitweilig in ihre alte Heimat, das renovierte und 2017 wiedereröffnete Nassau Veterans Memorial Coliseum, zurück. Das Team trug 12 der 41 Heimspiele der Regular Season dort aus. Die weiteren 29 Partien fanden im Barclays Center statt. Auch in der Saison 2019/20 teilte man die Heimspiele zwischen Barclays Center und Nassau Veterans Memorial Coliseum, bevor man die gesamte Saison 2020/21 im Coliseum verbrachte. Demzufolge bestritten die Islanders im März 2020 ihr letztes NHL-Heimspiel im Barclays Center.
Das 2016 gegründete Basketballteam der Long Island Nets aus der NBA Gatorade League bestritt seine Premierensaison 2016/17 im Barclays Center. 2017 zogen sie in das Nassau Veterans Memorial Coliseum um.
Seit 2020 trägt die Frauen-Basketballmannschaft der New York Liberty aus der WNBA ihre Partien im Barclays Center aus.

### Weitere Sportarten
Der WWE Pay-per-View SummerSlam fand dort von 2015 bis 2018 jährlich im August statt.
In der Arena finden des Weiteren regelmäßig Boxkämpfe, Martial-Arts-Kämpfe und E-Sport-Veranstaltungen statt.

### Kulturveranstaltungen
Auswahl:
- Preisverleihung der MTV Video Music Awards am 25. August 2013.
- Konzert von John Mayer am 17. Dezember 2013.
- Konzert der britischen Rockband Muse am 27. Januar 2016 (Drones Tour).
- Preisverleihung der MTV Video Music Awards am 12. September 2021.
- Konzert von Super Cat am 16. Oktober 2021.
- „Celebration Tour“ von Madonna am 13. Dezember 2023.

## Gastronomie und Shops
Integriert in das Barclays Center sind unter anderem auch der adidas nets store, der Fanshop der Brooklyn Nets und ein Starbucks-Café.

## Galerie

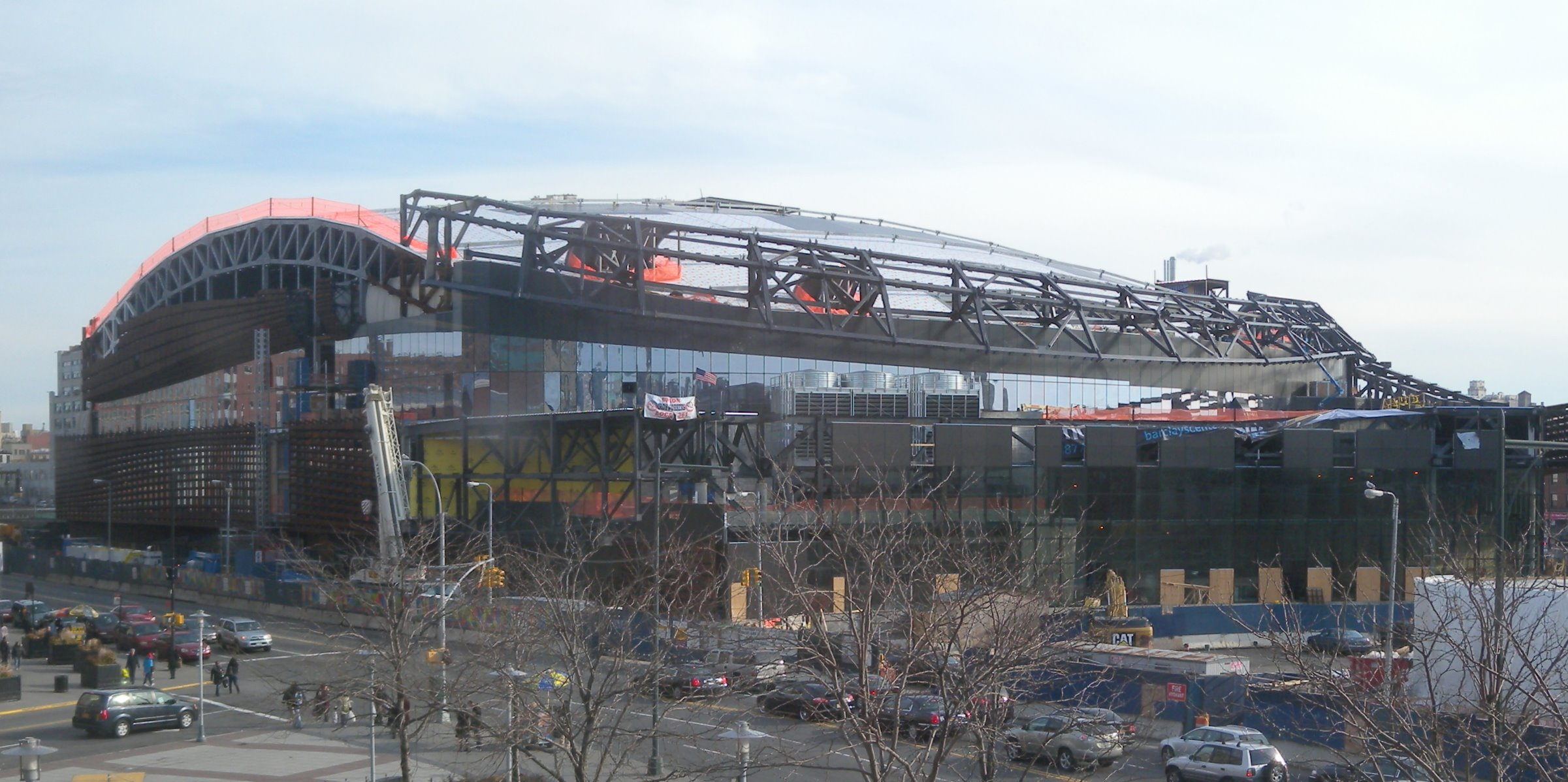
Die Arena im Bau im Februar 2012
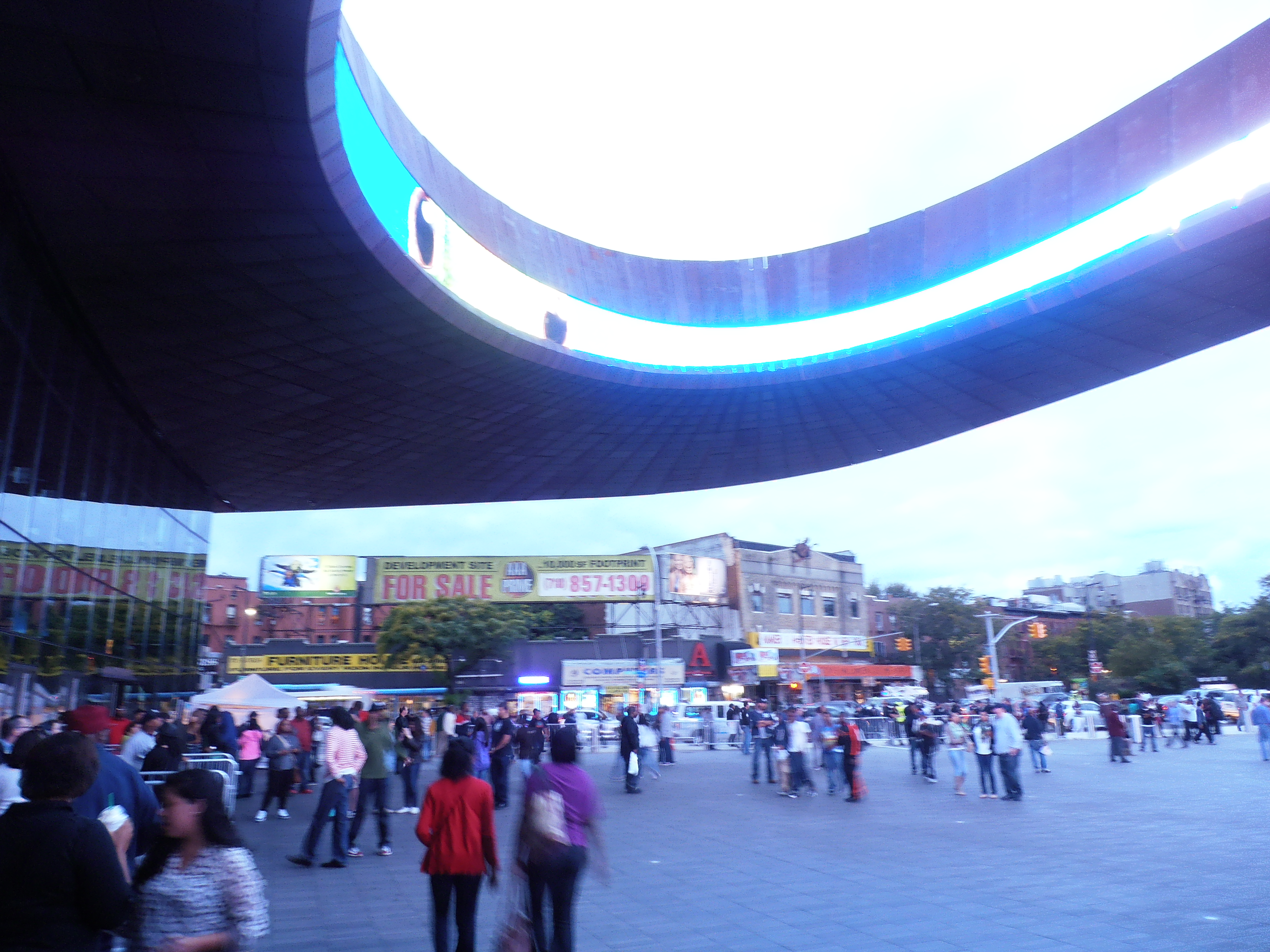
LED-Ring am Haupteingang der Arena
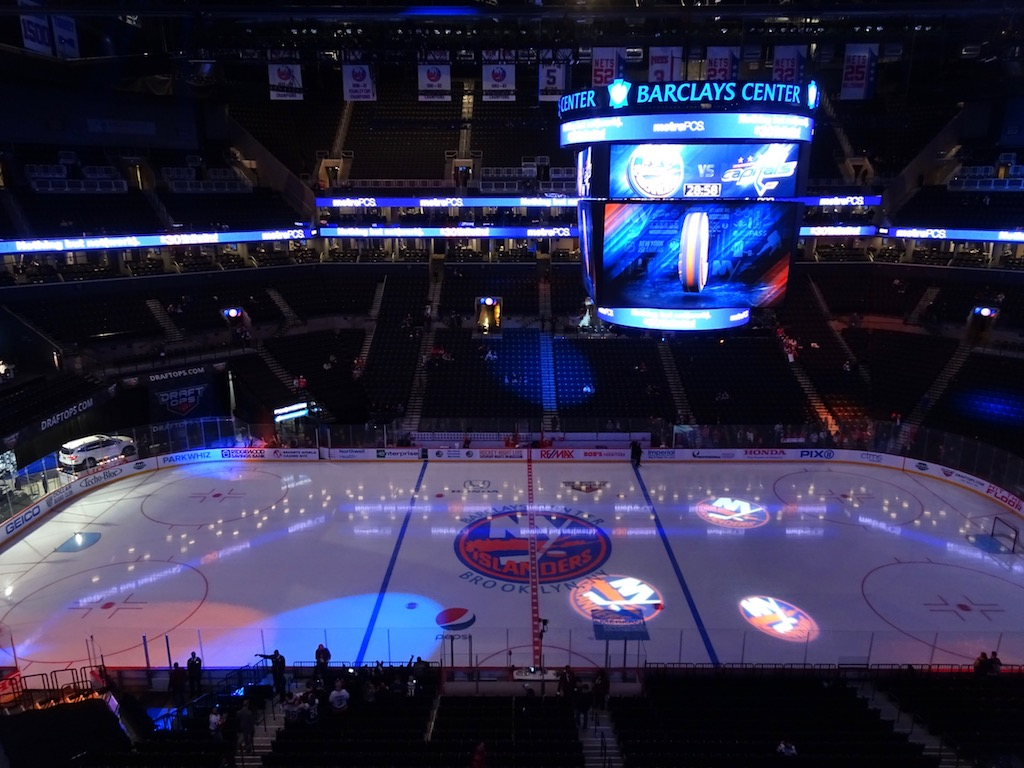
Das Barclays Center mit Eisfläche
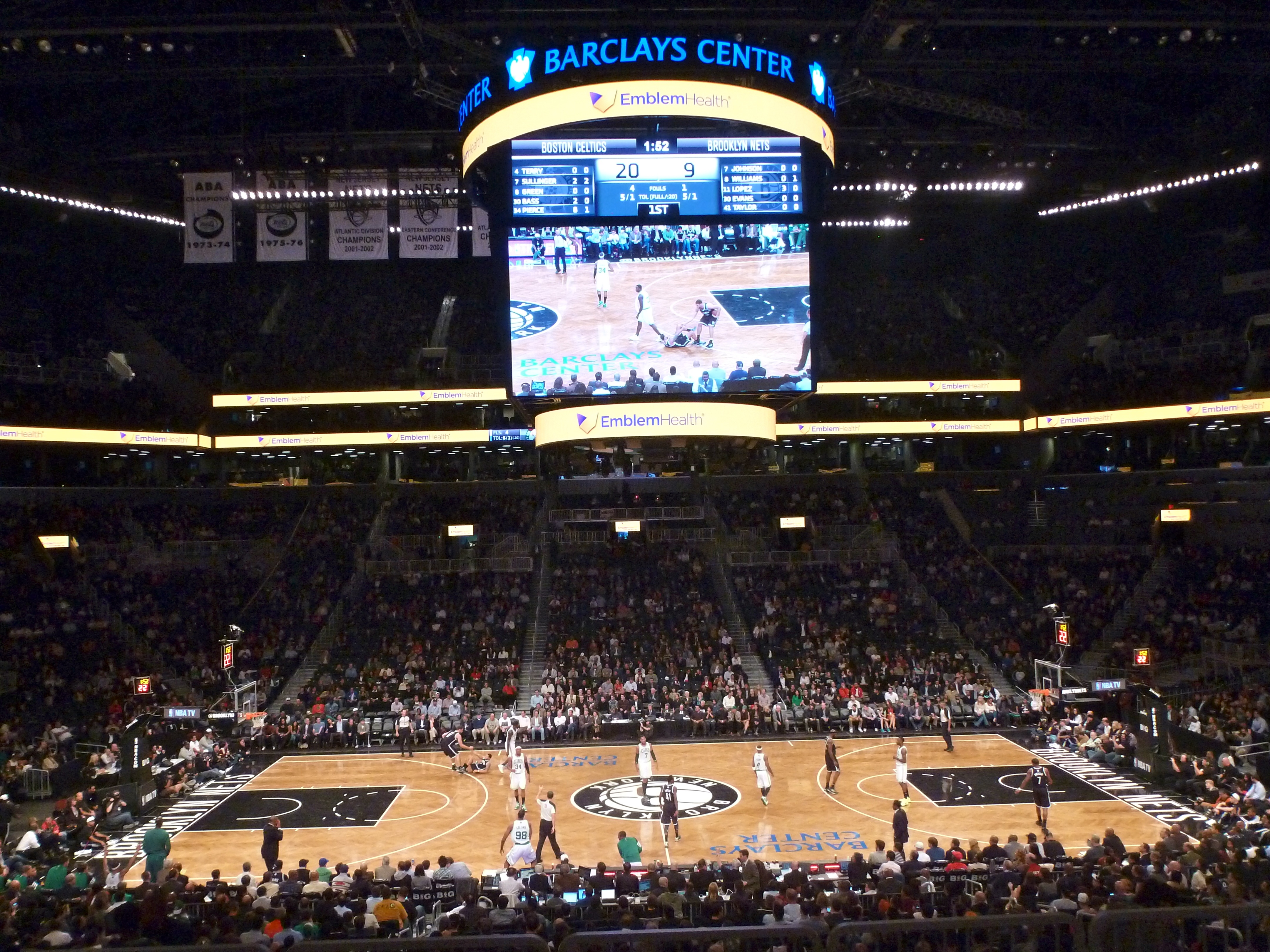
Innenansicht bei einem Spiel der Brooklyn Nets
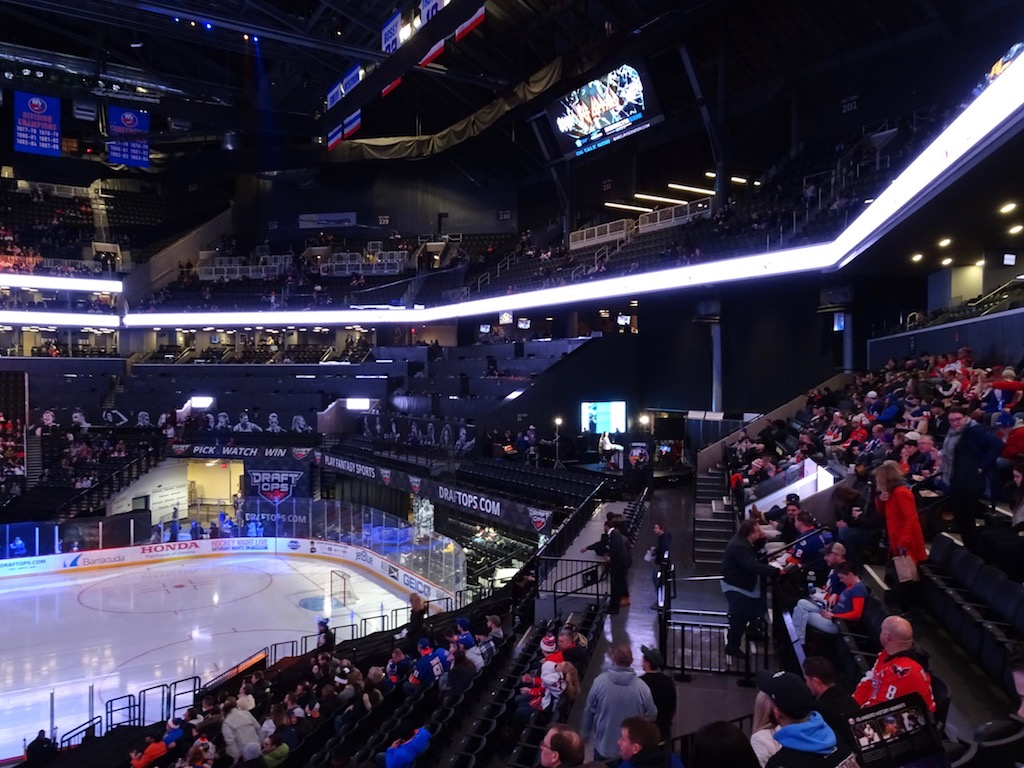
Plätze mit Sichtbehinderung bei einem Eishockeyspiel
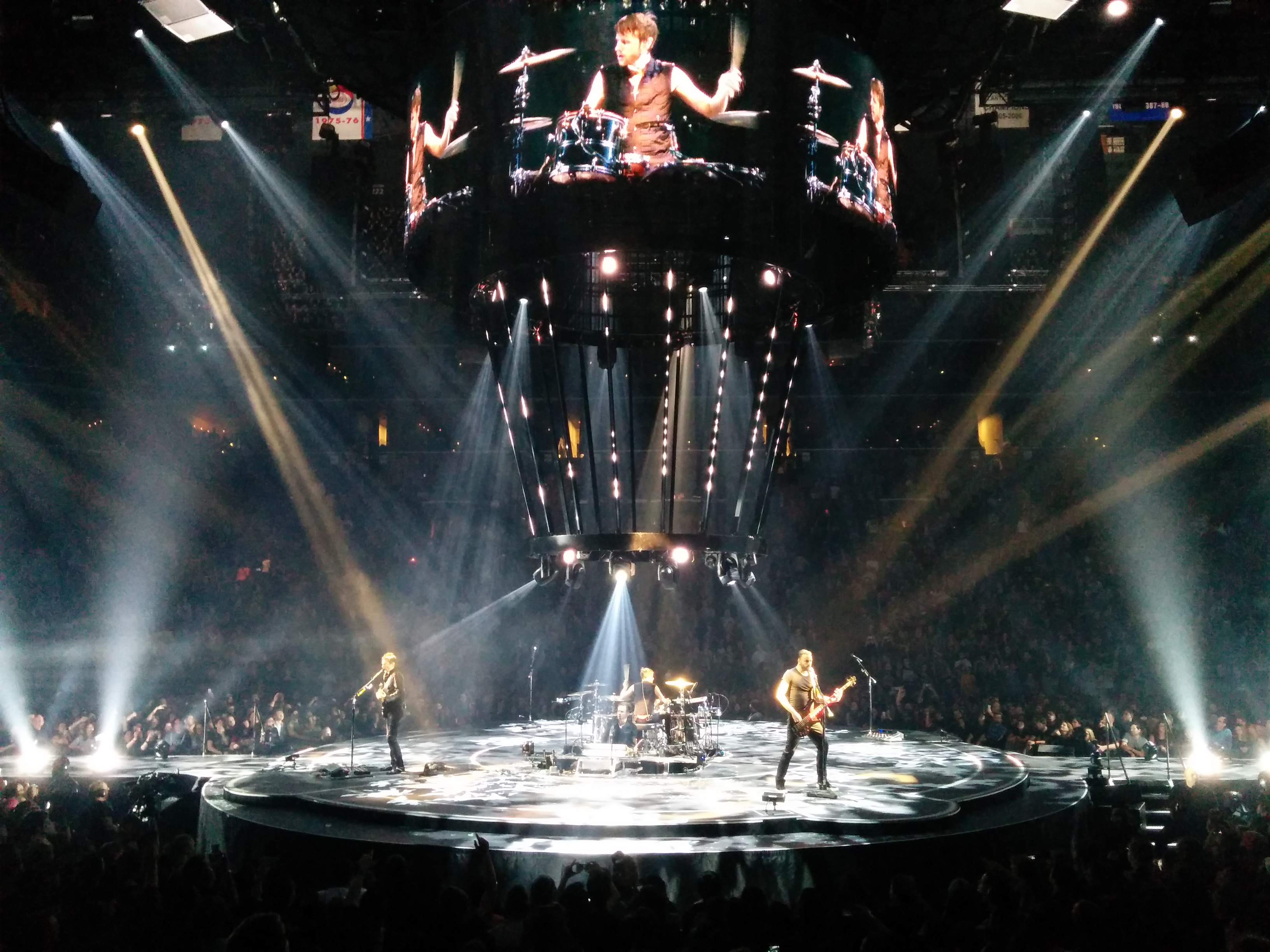
Drones Tour von Muse
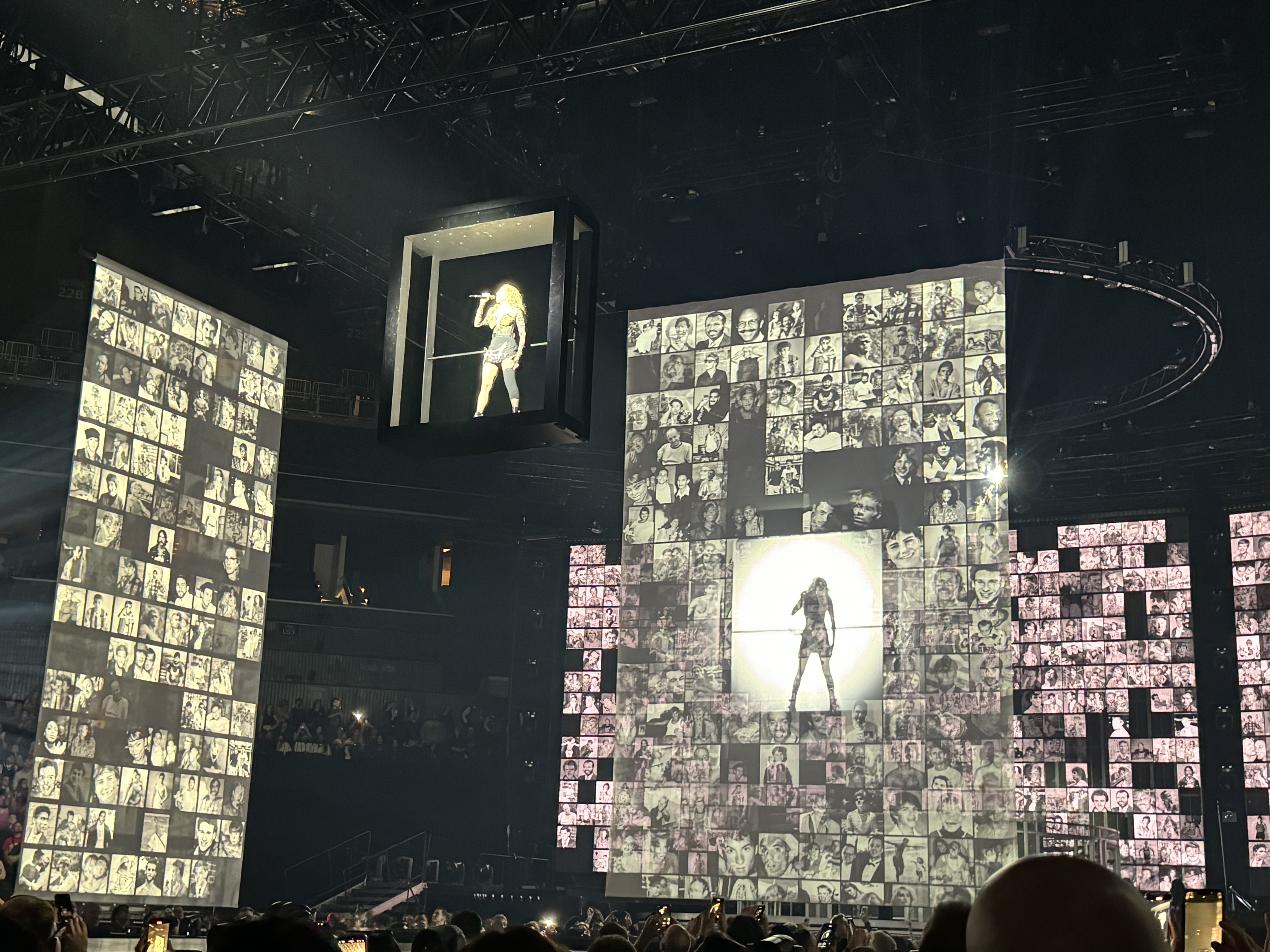
Celebration Tour von Madonna